# هال غيسنر
هال غيسنر (بالإنجليزية: Hal Gessner)‏ هو منتج تلفزيوني أمريكي، ولد في 22 مايو 1948 في نيويورك في الولايات المتحدة.

## وصلات خارجية
- هال غيسنر على موقع IMDb (الإنجليزية)
- هال غيسنر على موقع قاعدة بيانات الفيلم (الإنجليزية)